# Panagiotis Zografos
Als Panagiotis Zografos (griechisch Παναγιώτης Ζωγράφος auch Panayiotis Zographos oder Panagiotes Zographos) wurde ein griechischer volkstümlicher Maler des 19. Jahrhunderts bekannt. Tatsächlich handelt es sich um ein Pseudonym (Zografos, Ζωγράφος ist das griechische Wort für Maler) eines unbekannten Malers aus Vordonya bei Sparta, der von General Makrygiannis engagiert wurde, um eine Serie von Gemälden herzustellen, die die wichtigsten Ereignisse aus der griechischen Geschichte und insbesondere aus dem Griechischen Freiheitskampf darstellen sollten.
Zografos malte 25 Bilder. Von Zografos und seinen zwei Söhnen hergestellte Kopien wurden an König Otto, den russischen Zaren, den König von Frankreich und Königin Victoria verschenkt.